# Нобль
Нобль, ноубл (англ. noble) — английская золотая монета, впервые отчеканенная в 1344 году в память о победе в морском сражении над французами при Слёйсе (1340). На аверсе изображался погрудный портрет короля с мечом и щитом на корабле на волнах моря, на реверсе — инициалы короля или название монетного двора в разорванной середине лилиевидного креста в восьмидужном оформлении. Вес монеты в 1344-м году составлял 9,97 грамм золота при пробе в 23 7/8 карата (994), в 1346 — 8,33 грамма, 7,97 грамма в 1351—1377-х годах. То есть вес монеты в 1/2 нобля до 1351-го равнялся 64 гранам, в 1351—1412-х — 60 гранам, после 1412-го — 54 грана. Выпускались монеты в 1/2 и 1/4 нобля.

## Розенобль

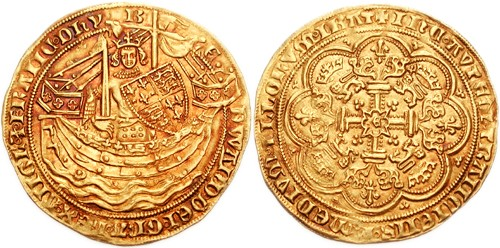
Нобль Эдуарда III

Розено́бль (Rosenobel, Noble à la rose) — английская золотая монета в 2 дуката короля Эдуарда III (1343—77), с изображением корабля, везущего короля, на аверсе, и восьмилепестковой розой на реверсе. Выбивались ¼ и ½ розенобля. Впоследствии розенобли носились как амулеты на войне.

## Подражание ноблю
Нобль стал очень распространённой монетой в Европе, в том числе в Русском государстве и в Речи Посполитой. Здесь он получил название «корабельника». Известен уникальный экземпляр русского подражания английскому ноблю, чеканенный Иваном III (1462—1505).
В XV веке монету — подражание ноблю чеканила Дания (вес 14,74 г, диаметр 29 мм). Нобль стал одной из первых золотых датских монет.

Чеканились также монеты в 2 нобля (весом 27,9 г) и тройной нобль (44,72 г).